# Карлайлская комиссия
Карлайлская комиссия или Карлайлская мирная комиссия (The Carlisle Peace Commission) — группа британских дипломатов во главе с графом Карлайлом, которая была направлена в Северную Америку в 1778 году для переговоров о мире между Англией и Тринадцатью колониями. Комиссия предложила американцам самоуправление и даже представительство в британском парламенте, фактически гарантируя статус доминиона. Но Континентальный Конгресс уже знал, что британская армия готовит эвакуацию Филадельфии, потребовал признания полной независимости, на что комиссия пойти не могла. Направление Карлайлской комиссии стало первой попыткой британского парламента формально вступить в переговоры с Конгрессом. Этому предшествовала неформальная попытка, известная как Конференция на Статен-Айленде в 1776 году.